# شيلان سيمونز
شيلان سيمونز هي عارضة وممثلة كندية، ولدت في 29 أكتوبر 1982 بفانكوفر في كندا.

## أعمال

### أفلام
- (2006) الوجهة النهائية 3[4]
- (2006) جون تاكر يجب أن يموت[5]
- (2007) حظا سعيدا تشاك[6]
- (2007) قشعريرة البرد[7]
- (2010) توكر وديل يواجهان الشر[8]
- (2012) بيرانا ثري دي دي
- (2014) لا أرى شرا 2

### مسلسلات
- كايل إكس واي
- كيف قابلت أمكما

## وصلات خارجية
- شيلان سيمونز على موقع IMDb (الإنجليزية)
- شيلان سيمونز على موقع ألو سيني (الفرنسية)
- شيلان سيمونز على موقع أول موفي (الإنجليزية)
- شيلان سيمونز على موقع قاعدة بيانات الأفلام السويدية (السويدية)
- شيلان سيمونز على موقع قاعدة بيانات الفيلم (الإنجليزية)
- شيلان سيمونز على موقع كينوبويسك (الروسية)